# Porwanie Baltazara Gąbki
Porwanie Baltazara Gąbki – powieść dla dzieci autorstwa Stanisława Pagaczewskiego, wydana w 1965. Ze względu na oryginalność, poczucie humoru oraz wykorzystanie tradycyjnych motywów (książę Krak, Smok Wawelski) powieść zdobyła sobie wśród młodych czytelników ogromną popularność.

## Charakterystyka
W utworze zostały umiejętnie skomponowane w spójną całość schematy powieści szpiegowskiej i powieści podróżniczej. Humor sytuacyjny oraz słowny (przejawiający się np. w nadawaniu bohaterom zabawnych nazwisk, np. Chryzostom Trąba, nadworny malarz księcia Kraka, nadworny astrolog Onufry Arkadiusz Paralaksa itp.), perypetie głównych bohaterów i szczęśliwe zakończenie zostało docenione przez czytelników: od chwili pierwszego ukazania się na rynku księgarskim powieść była wielokrotnie wznawiana, przy czym autorem projektów plastycznych wykorzystanych w filmach, jak i książkach jest Alfred Ledwig.
Sukces pierwszej książki i opartego na niej filmu skłoniło autora do napisania dalszego ciągu przygód profesora Gąbki – były to powieści Misja profesora Gąbki (1975) oraz Gąbka i latające talerze. Do powieści tych nawiązuje też ostatnia książka Stanisława Pagaczewskiego Przygoda na Rodos.
Na podstawie powieści w latach 1969–1970 powstał trzynastoodcinkowy serial animowany, równie ciepło jak książka przyjęty przez widzów.

## Fabuła
Na prośbę księcia Kraka pod wodzą Smoka Wawelskiego wyrusza do Krainy Deszczowców wyprawa ratunkowa, której zadaniem jest odszukanie wybitnego naukowca, biologa Baltazara Gąbki. Książę Krak oraz brat naukowca, Hipolit Gąbka, przypuszczają, iż profesor został porwany. Wyprawa ratunkowa, w której oprócz Smoka bierze udział kucharz Bartłomiej Bartolini oraz Doktor Koyot, wiedzie przez Dziką Przełęcz, Krainę Psiogłowców, Słonecję, Kraj Gburowatego Hipopotama, napotyka po drodze antyzbójników, smoka Mlekopija, aż wreszcie dociera do Krainy Deszczowców, gdzie bierze udział w obaleniu Największego Deszczowca i uwalnia profesora Gąbkę. Misję ratunkową ma udaremnić tajemniczy Don Pedro, szpieg z Krainy Deszczowców, który donosi Największemu Deszczowcowi o poczynaniach wysłanników Kraka. W Krainie Psiogłowców, wybawiony z opresji przez Smoka i jego towarzyszy, przechodzi na stronę członków wyprawy.
Drugim wątkiem są wydarzenia w Krainie Deszczowców. Najwyższy Deszczowiec z pomocą szpiegów usiłuje zmusić profesora Gąbkę do współpracy polegającej na wyhodowaniu do celów militarnych ogromnych żab latających, a po stanowczej odmowie uczonego wtrąca go do więzienia. Na tym tle pokazane są mechanizmy państwa totalitarnego i społeczeństwa żyjącego w ciągłym zastraszeniu, w którym budzi się poczucie krzywdy i chęć zmian.
Oba wątki łączą się, gdy misja Smoka dociera do celu akurat w czasie wybuchu rewolucji i bierze w niej czynny udział.

## Upamiętnienie

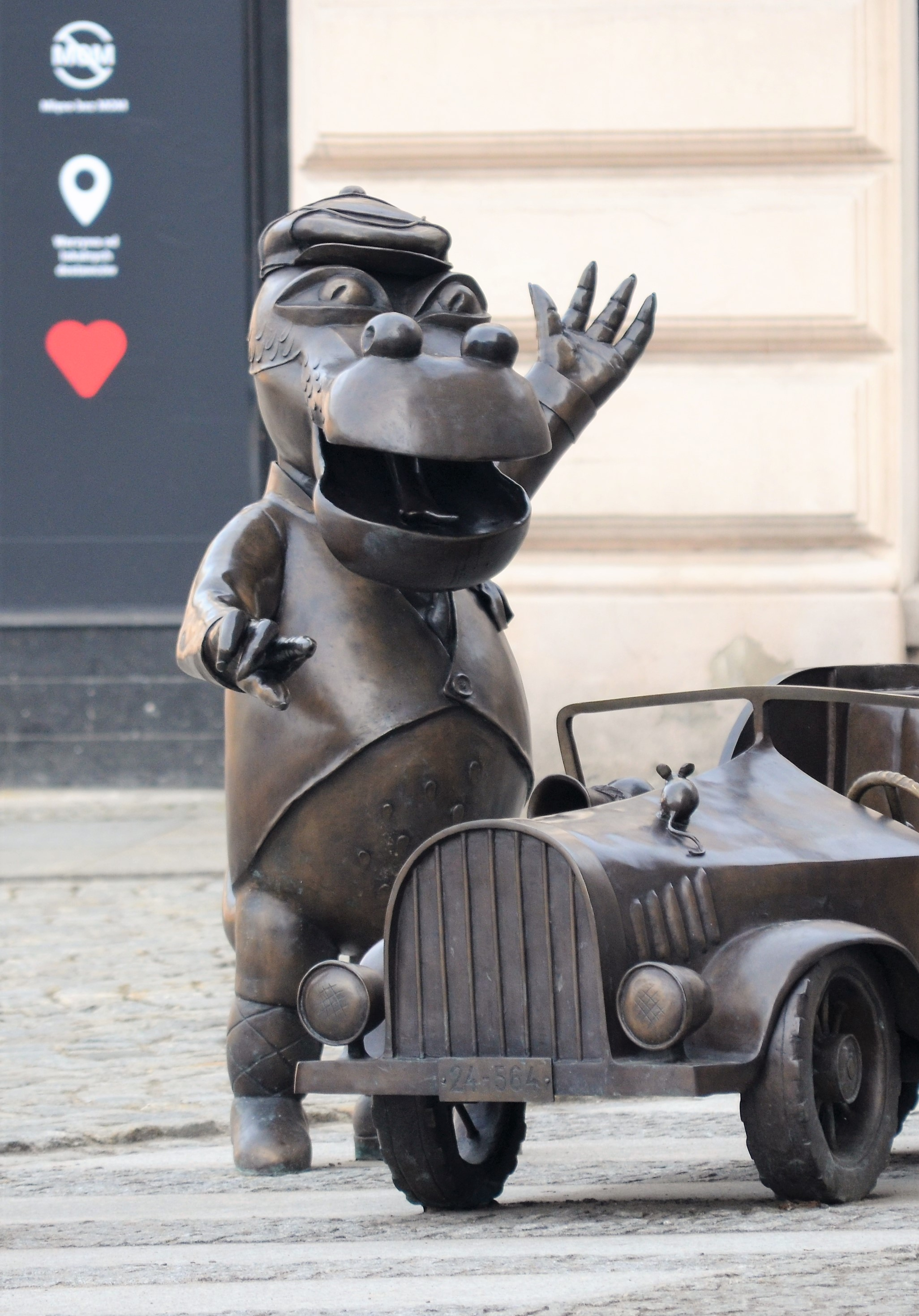
Smok Wawelski
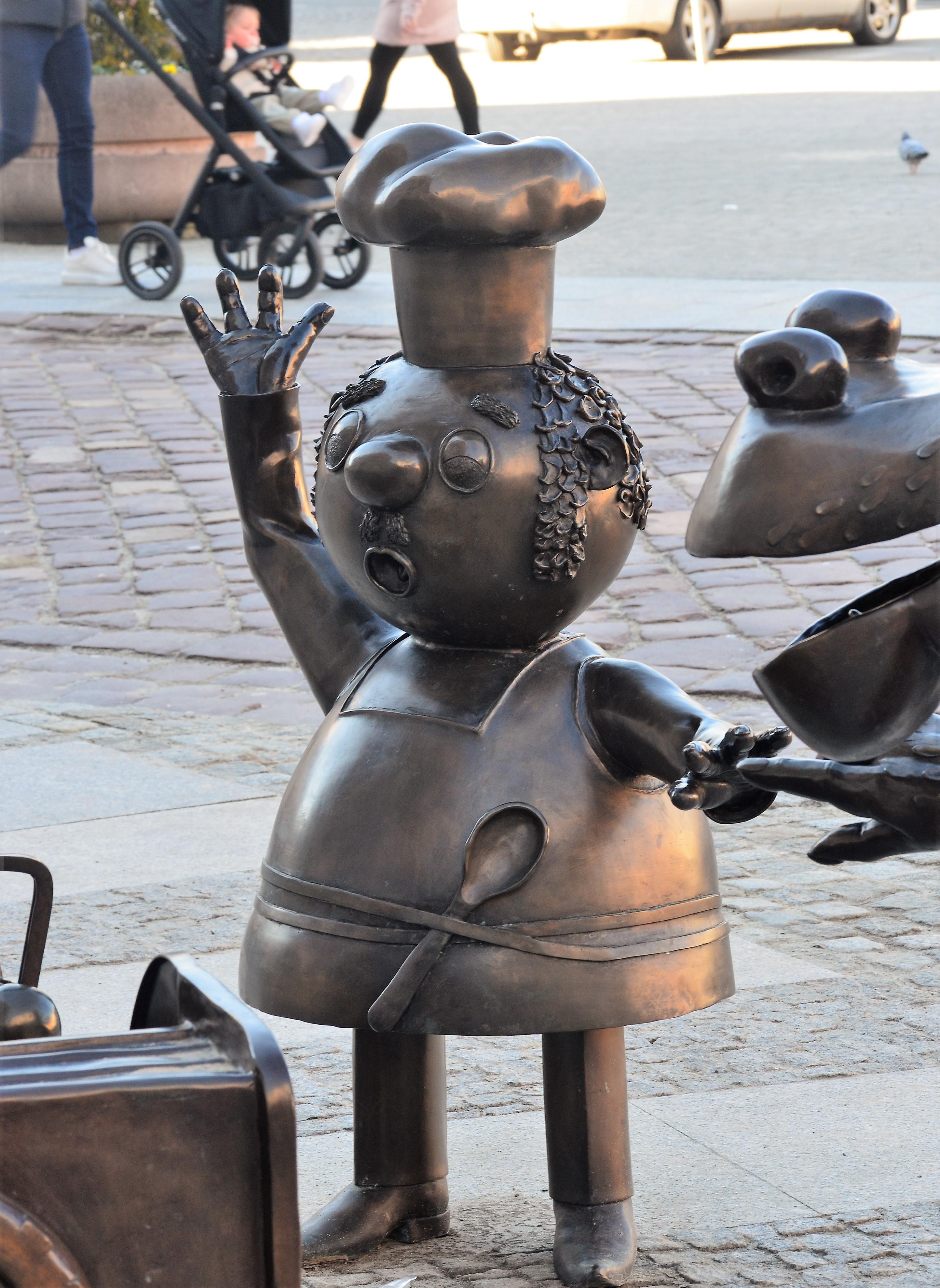
Bartolini Bartłomiej herbu Zielona Pietruszka
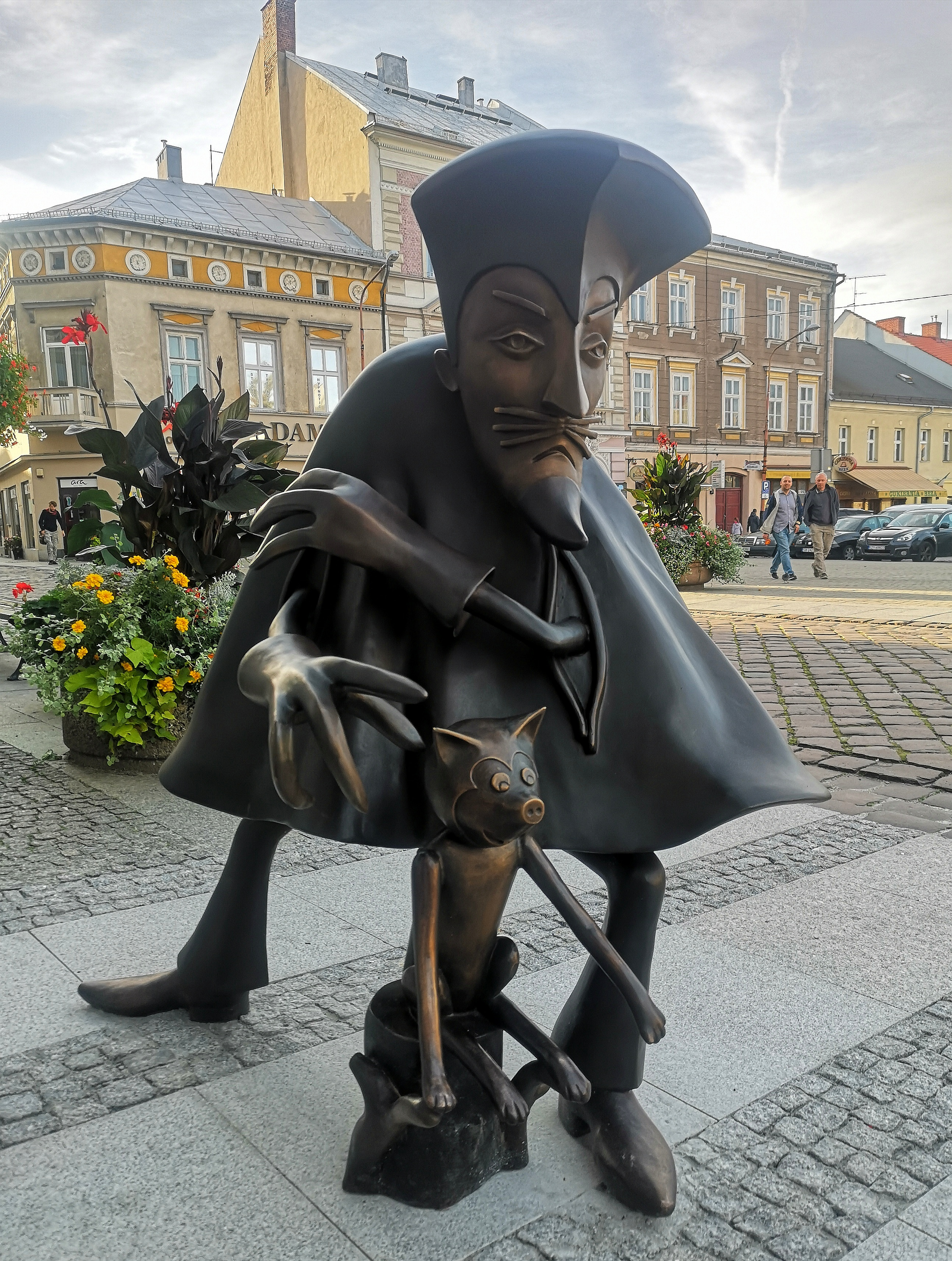
Tajemniczy Don Pedro, szpieg z Krainy Deszczowców

## Wydania
- 1966: Wydawnictwo Literackie, Kraków, 249 s.
- 1972: Wydawnictwo Literackie, Kraków, 254 s.
- 1975: Wydawnictwo Literackie, Kraków, 256 s.
- 1983: Wydawnictwo Literackie, Kraków, 256 s.
- 1989: Wydawnictwo Literackie, Kraków, 256 s.
- 2002: Wydawnictwo Literackie, Kraków, 230 s.
- 2011: w zbiorze: Stanisław Pagaczewski, Przygody Baltazara Gąbki, Wydawnictwo Literackie, Kraków, 716 s. ISBN 978-83-08-04814-6.

## Kultura popularna
- Nazwa wymyślonej przez Stanisława Pagaczewskiego Krainy Deszczowców zdobyła sobie w języku polskim na tyle dużą popularność, że dość często [według kogo?] jest stosowana w języku potocznym. Najczęściej nazwy tej używa się jako określenia wilgotnej, deszczowej miejscowości[potrzebny przypis], okolicy nieprzyjemnej ze względu na fatalną pogodę[potrzebny przypis] lub nawet jako metaforyczne określenie złej, deszczowej pogody[potrzebny przypis].
- Krakowski raper Karramba przybrał swój pseudonim artystyczny od często powtarzanego słowa jednego z bohaterów powieści, Don Pedro, szpiega z Krainy Deszczowców[3]. Muzyk stworzył także utwory nawiązujące do powieści pt. „Baltazar”[4].